# Lourens Baas Becking
Pour les articles homonymes, voir Baas (homonymie) et Becking.
Lourens Gerhard Marinus Baas Becking, né le 4 janvier 1895 à Deventer et mort le 6 janvier 1963 à Canberra, est un botaniste et microbiologiste néerlandais. Il est particulièrement connu pour l'hypothèse Everything is Everywhere, but the environment select.

## Biographie[2],[3]
Baas Becking étudie la microbiologie à l’université de Delft avant d’étudier la botanique à l’université d’Utrecht. Cette double affiliation rend discutable son appartenance à l’école de Delft en microbiologie. Après la fin de ses études, Baas Becking travaille dans le laboratoire de Thomas Hunt Morgan à l’université Columbia (États-Unis). En 1923, il devient professeur à l’université Stanford, où il enseigne la botanique et la physiologie végétale.
Les recherches conduites par Baas becking à Stanford influenceront largement ses futurs travaux en l’initiant à la recherche sur les bactéries extrémophiles, qu’il conduit en tant que directeur du Jacques Loeb Marine Laboratory à Pacific Grove. Il étudie en particulier les lacs salés ou riches en méthane de Californie.
Baas Becking retourne aux Pays-Bas en 1930 comme professeur de botanique à l’université de Leyde et directeur du jardin botanique (Hortus Botanicus) de Leyde. C’est à cette époque qu’il formule l’hypothèse Everything is Everywhere, but the environment select (« Tout est partout mais l'environnement sélectionne »).
En 1940, il est nommé directeur du Jardin botanique de Buitenzorg, sur l’île de Java, alors colonie néerlandaise, dans le but de restaurer ce jardin. Sous sa direction, un nouveau jardin pour les plantes de milieux tropicaux secs est ouvert à Purwodadj en 1941.
Bien que sa famille ait déménagé à Java en 1940, la bataille des Pays-Bas empêche son départ et il reste aux Pays-Bas pendant toute la durée de la l’occupation allemande. 
Durant cette période, il est emprisonné deux fois pour avoir tenté de rejoindre l’Angleterre. Pendant son emprisonnement, Baas Becking étudie la manière dont la fièvre typhoïde se propage dans son camp de prisonniers.
Après la fin de la Seconde Guerre mondiale, la Révolution indonésienne l’empêche de prendre son poste à Java. Jusqu’en novembre 1946, il est à la tête d’une unité mobile de la Croix Rouge, avec le grade de colonel. Il s’installe en Nouvelle-Calédonie en 1948 après avoir été nommé président du conseil scientifique de la Communauté du Pacifique Sud.
Il travaille ensuite pour le Commonwealth Scientific and Industrial Research Organisation, un organisme de recherche publique australien, à Cronulla et à Canberra. Le Bureau des Ressources Minérales de Canberra ouvre ensuite un laboratoire à son nom, le Baas Becking Geobiological Laboratory.

## Travaux scientifiques
Baas Becking est essentiellement connu pour l'hypothèse Everything is Everywhere, but the environment select (« Tout est partout mais l'environnement sélectionne »), qu'il développa après l'étude des lacs salés californiens ainsi que d'autres lacs dans le monde. Cette conclusion dériva en particulier de l'observation de la distribution de l'algue Dunaliella viridis et du crustacé Artemia. Il attribua la première moitié de cette hypothèse à son collègue Martinus Beijerinck. Cette hypothèse constitua plus tard la base du programme de recherche de Baas Becking à l'université de Leyde. Elle prédit que la répartition des micro-organismes à la surface de la terre dépend principalement de leurs propriétés métaboliques.
Une série de conférences données sur le sujet au Diligentia à La Haye constituera la base de l'ouvrage Geobiologie, publié en 1934.
L'hypothèse de Baas Beicking est souvent improprement attribuée à Beijerinck ou improprement citée, le mot « mais » disparaissant ou étant remplacé par « et ».
Plusieurs années avant que Lovelock ne formule l’hypothèse Gaia, Baas Becking a utilisé le concept lors d'un cours introductif nommé Gaia ou la Vie et la Terre, donné à l'université de Leyde. Il avait également entamé une réflexion sur la notion de symbiose, dont il avait proposé une nouvelle définition (« toutes les interdépendances entre les unités du vivant (cellules, tissus, organes, organismes), quelles soient parasitiques, mutualistes ou commensales »). Ces réflexions seront cependant interrompues par la Seconde Guerre mondiale et peu développées.

## Distinctions
Il devient membre de l’Académie royale des arts et des sciences des Pays Bas en 1932 mais démissionne en 1942. Il réintègre l’académie en 1945 et devient un correspondant étranger de l’académie en 1949.
L'abréviation standard Baas-Beck. est utilisée pour indiquer cet auteur dans les noms botaniques.

## Liste de publications
- LGM Baas Becking, Geobiologie of inleiding tot de milieukunde, 1934, Van Stockum & Zoon, La Haye
- LGM Baas Becking, Studies on the sulphur bacteria, 1925, Annals of Botany
- LGM Baas Becking, Salt effects on swarmers of Dunaliella viridis Teod, The Journal of general physiology, 1931
- LGM Baas Becking, D More, Biogenic sulphides, 1961, Economic Geology